# Wild Mouse (Pleasure Beach Blackpool)
Wild Mouse was een houten wildemuisachtbaan in het Engelse pretpark Pleasure Beach Blackpool. Hij is gebouwd in 1958 door Frank Wright, welke toen de algemeen directeur van Blackpool Pleasure Beach was. De achtbaan werd in 2017 gesloten om plaats te maken voor meer moderne attracties. De achtbaan was dit seizoen al niet meer vaak open door hardnekkige onderhoudsproblemen.
Het ontwerp komt van de Valere brothers of California. Hij was oorspronkelijk lager en korter, maar een paar jaar nadat hij opende is er een extra laag opgebouwd, waardoor hij 1/3 langer werd. 

## National Historical Marker

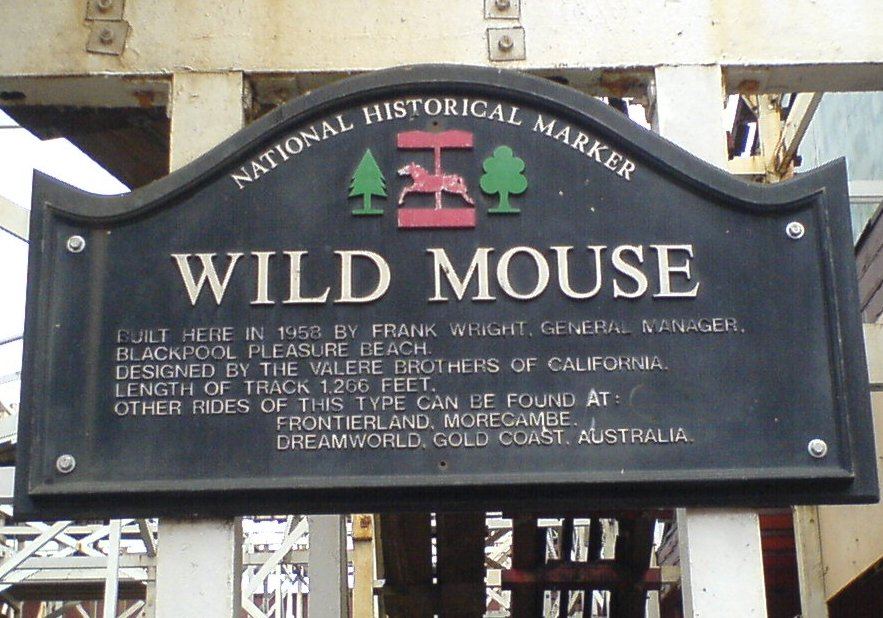

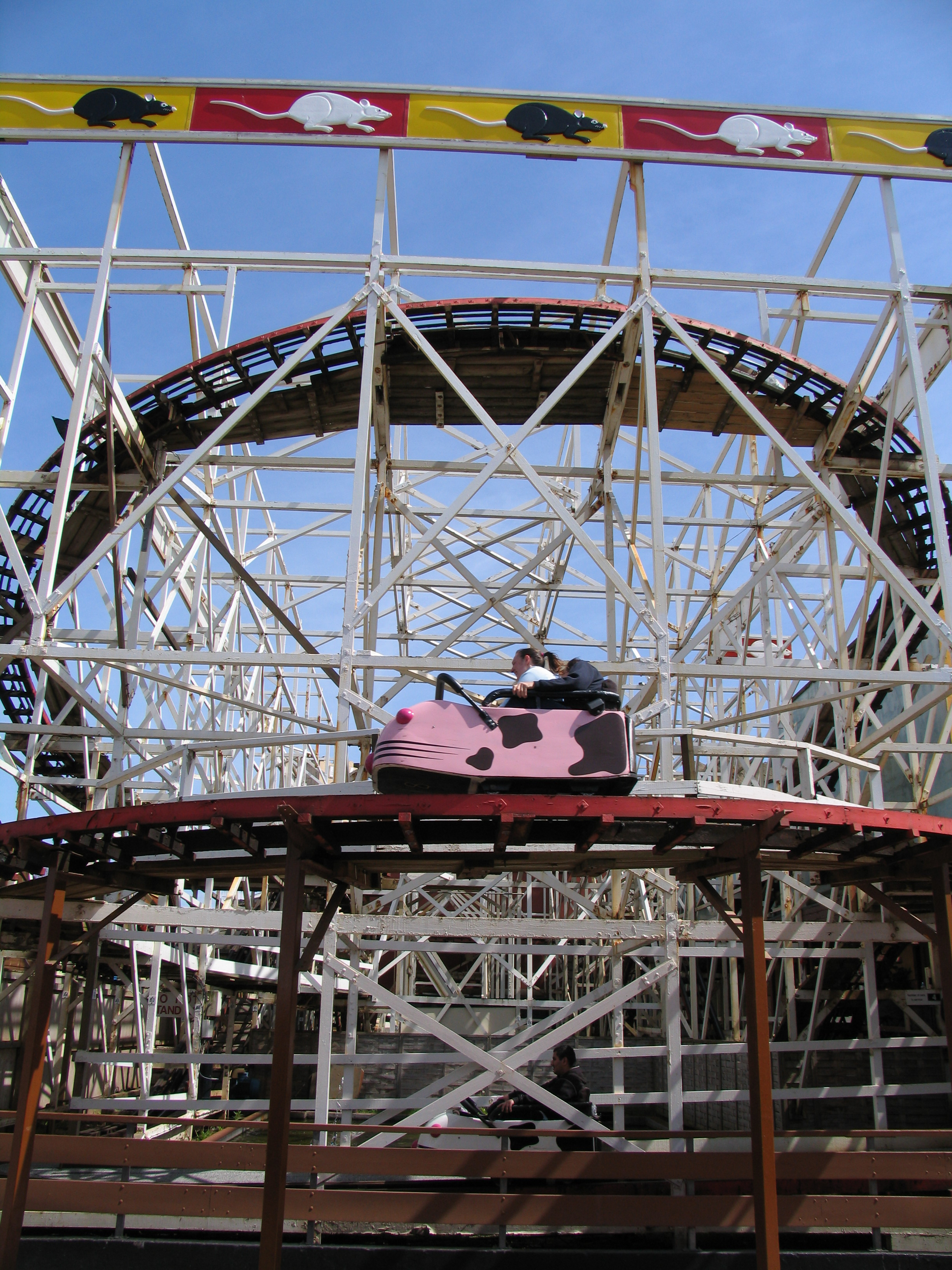

Wild Mouse was een Engelse National Historical Marker. In Pleasure Beach Blackpool zijn meerdere achtbanen met deze erkenning zoals Big Dipper en Grand National. Door de sluiting van Wild Mouse zijn er nog maar 3 houten wildemuisachtbanen in de wereld.

## Treinen
Er zijn 12 treinen en in elke trein kunnen maximaal 2 personen achter elkaar zitten. De treintjes zijn beschilderd als een muis en hebben allemaal een naam, enkele ervan zijn Jerry, Larry, Lissy, Gazza en Libby.

## Locatie
Wild Mouse lag naast de River Caves en de Trauma Tower.
Huidig:
Avalanche · 
Big Dipper ·
Blue Flyer ·
Grand National ·
Icon ·
Infusion ·
Revolution ·
Nickelodeon Streak ·
The Big One ·
Steeplechase
Verdwenen:
Big Apple · 
Circus Clown · 
Cyclone · 
Scenic Railway · 
Space Invader 2 · 
Tokaydo Express · 
Velvet Coaster · 
Vikingar · 
Virginia Reel ·
Wild Mouse